# Centro Internacional de Arreglo de Diferencias Relativas a Inversiones
El Centro Internacional de Arreglo de Diferencias relativas a Inversiones (CIADI) es una institución del Banco Mundial con sede en Washington.

## Historia

### Creación
En 1961, el consejero general del Banco Internacional de Reconstrucción y Fomento (BIRF), Aron Broches, desarrolló la idea de un acuerdo multilateral para resolver disputas de inversión entre Estados Contratantes y nacionales de Otros Estados Contratantes.
La Junta de Gobernadores del BIRF aprobó el borrador del acuerdo multilateral denominado Convenio sobre Arreglo de Diferencias Relativas a Inversiones entre Estados y Nacionales de Otros Estados. El 18 de marzo de 1965, los Directores Ejecutivos sometieron el convenio, con un informe adjunto, a los Estados miembros con vistas a la firma y ratificación del convenio. El texto dispuso que la convención entraría en vigor el 14 de octubre de 1966, cuando fue ratificado por 20 países.

## Funciones

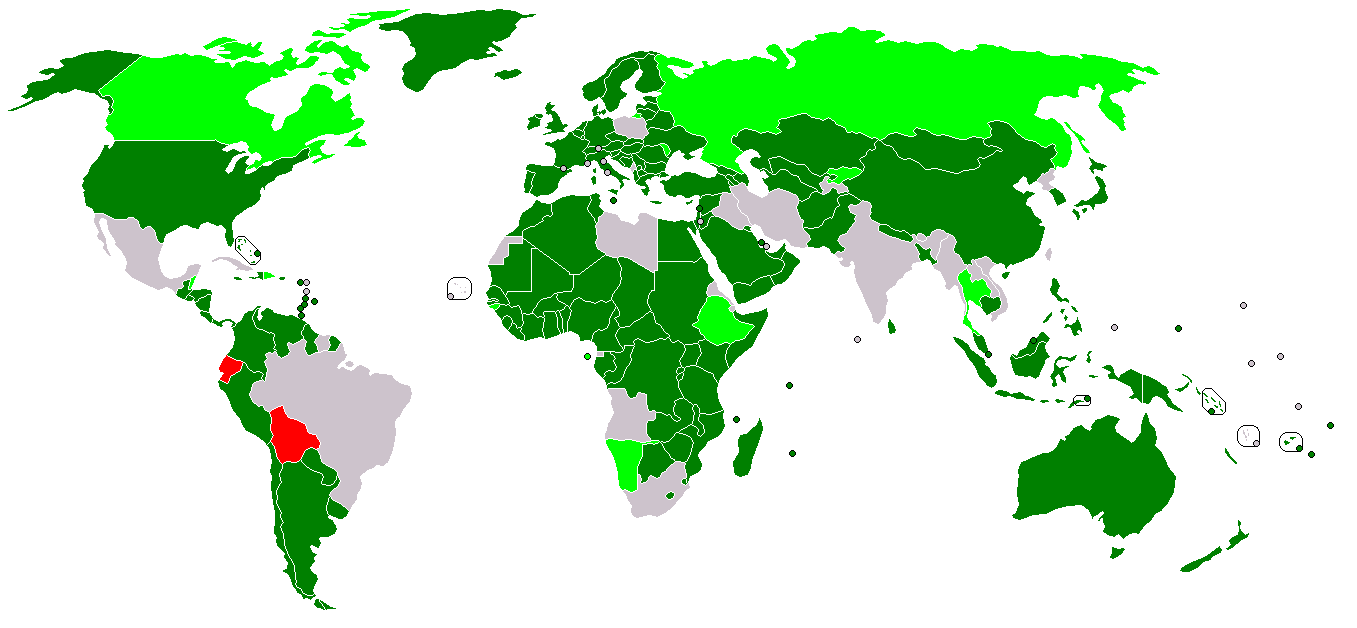
Miembros del CIADI
Pendientes de ratificación de ingreso al CIADI
Antiguos miembros que abandonaron el CIADI

El CIADI es una institución del Grupo del Banco Mundial, especialmente establecida para arbitrar una solución a las disputas entre gobiernos por una parte y nacionales (inversores, empresas, incluyendo  empresas multinacionales) de otros Estados que hayan invertido en los Estados anteriores. Una de sus finalidades es dotar a la comunidad internacional con una herramienta capaz de promover y brindar seguridad jurídica a los capitales de inversión internacionales (seguridad a los inversores). 
Este centro se creó como consecuencia del Convenio sobre Arreglo de Diferencias Relativas a Inversiones entre Estados y Nacionales de Otros Estados que entró en vigor en 1966. Entre sus funciones se establece que el Centro facilitará la sumisión de las diferencias relativas a inversiones entre Estados Contratantes y nacionales de Otros Estados Contratantes, a un procedimiento de conciliación y arbitraje.
Adicionalmente, el CIADI realiza estudios académicos sobre legislación de arbitraje y elabora publicaciones sobre el arreglo de diferencias respecto a las inversiones internacionales.

## Secretario general
El secretario general del CIADI es el funcionario principal de ese organismo y su representante legal, siendo responsable además de su administración. Igualmente, se encarga de nombrar árbitros a pedido de las partes para establecer procedimientos de arbitraje ad hoc, especialmente en el contexto de las reglas de arbitraje de la UNCITRAL (Comisión de las Naciones Unidas para el Derecho Mercantil Internacional).
Con ocasión de la Asamblea Anual del Banco Mundial en Dubái, por unanimidad el embajador de Perú en Washington, Roberto Dañino Zapata  fue elegido el 24 de septiembre de 2003 como nuevo secretario general del Consejo Administrativo del Centro Internacional de Arreglo de Diferencias Relativas a Inversiones (CIADI). Este nuevo cargo se suma a su nombramiento como vicepresidente sénior y asesor jurídico del Banco Mundial, ocurrido en el mes de julio de 2003. Le sucedió en el cargo la española Ana Palacio, quien a su vez presentó su renuncia en marzo de 2008 para pasar a ser vicepresidenta de la transnacional francesa Areva, dedicada a la energía nuclear.

## Críticas al CIADI
El CIADI ha sido fuertemente criticado por diversas organizaciones que consideran que su posición tiende a beneficiar a las empresas.[cita requerida] Uno de los principales argumentos para sostener esto es la base jurídica que el propio CIADI toma para la resolución de las demandas que le son presentadas ante él: los tribunales arbitrales constituidos por el CIADI solamente toman a los tratados bilaterales de protección de inversiones (TBIs o BITs en inglés) y el Convenio de Washington de 1966, constitutivo de este organismo, para resolver las causas presentadas, dejando de lado toda otra normativa existente sea ésta interna o nacional del Estado receptor de la inversión (incluyendo las propias Constituciones Políticas de los Estados) o incluso las normativas existentes en el Derecho Internacional Público (que incluye por ejemplo, los Derechos Humanos). Ello no permite sopesar las argumentaciones de ambas partes en torno a las afectaciones de las inversiones y las actividades de las empresas demandantes sobre los derechos de los habitantes de las poblaciones de los Estados demandados y que se encuentran afectados por la actividad de estas empresas. Esta situación hace que, tanto los TBIs como los capítulos sobre inversiones de los tratados de libre comercio (TLCs) -que muchas veces emulan los contenidos de TBIs e incluso nombran al CIADI como organismo al cual someterle las disputas que pudieran despertarse entre los Estados firmantes (tal era el caso del ALCA para las Américas, por ejemplo)- formen una especie de "bloque jurídico" que se halla al margen de lo que es considerado hoy Derecho Internacional Público o Privado, para pasar a ser una especie de "nuevo derecho pro-empresarial" dedicado a dar garantías a las inversiones extranjeras y sin un control de la legalidad que contrapese estos derechos con los de los habitantes afectados o el medio ambiente, lo cual da al CIADI y a los acuerdos internacionales aludidos una vigencia o preponderancia de dudosa legalidad y legitimidad.[cita requerida]
Otro de los argumentos usados por sus críticos radica en la legitimación procesal activa no recíproca entre el ente público (el Estado receptor de la inversión) y el ente privado (la empresa inversora): solamente las demandas pueden ser planteadas desde la empresa contra el Estado y no viceversa.[cita requerida]
El CIADI forma tribunales arbitrales únicos, y no hay una instancia superior a ese tribunal “ad hoc”. En consecuencia, las decisiones del CIADI son inapelables e irrevisables, volviéndose en obligatorias para los Estados, lo cual también despierta duras críticas al no ser revisables estos laudos arbitrales, aun cuando se basan en un bloque jurídico con dudas sobre su legitimidad y legalidad, y que no considera ni las Constituciones Políticas de los Estados ni normas internacionales o las básicas como los Derechos Humanos, que forman parte del ius cogens internacional. 
Un ejemplo entre muchos de este tipo de litigios es el caso denunciado por la empresa sueca Vattenfall contra el Estado alemán sobre el cierre de centrales nucleares.
Países como Bolivia (en el año 2007), Ecuador (en 2009) y Venezuela (en 2012) han tomado la decisión de denunciar el convenio constitutivo (Convenio de Washington de 1965) y retirarse del organismo, lo cual ha despertado algunos problemas, ya que los TBIs en su mayoría poseen cláusulas de ultraactividad. Estas cláusulas hacen que, por más que un Estado desee salirse de estos acuerdos, éstos funcionen durante un período extra de 10, 15 y hasta 20 años más. Ello ha causado situaciones extrañas como que Bolivia, una vez retirada del CIADI el 2 de mayo de 2007 y ya no siendo parte de este organismo, haya recibido no obstante una nueva demanda el 12 de octubre de ese mismo año por parte de la empresa transnacional italiana Euro Telecom Internacional (ETI) ante el CIADI.

## Reforma del CIADI
El Artículo 6 del Convenio del CIADI le exige al Consejo Administrativo del CIADI que adopte tanto reglas procesales aplicables al arbitraje y a la conciliación como el reglamento administrativo y financiero del Centro. Asimismo el capítulo IX del convenio regula las enmiendas que los Estados partes deseen proponer, otorgando el marco jurídico necesario para la reforma.
Producto de la crisis de legitimidad tras reiteradas críticas, así como la necesidad de flexibilizar la estructura organizativa, se han elaborado algunas propuestas de reforma que permitan mejorar su funcionamiento. Estas propuestas se realizaron luego de que el Centro realizara una encuesta a las partes interesadas en 2016, continuando luego, la elaboración de distintos documentos de trabajo.
El 3 de agosto de 2018, tras dos años de trabajo, el Centro Internacional para la Solución de Disputas de Inversión (CIADI) publicó un conjunto integral de cambios propuestos para modernizar sus reglas para resolver disputas entre inversores extranjeros y estados. Dichas propuestas se presentaron en forma de Documentos de Trabajo. Las enmiendas propuestas ofrecen a los Estados e inversores una variedad de mecanismos efectivos de solución de controversias que incluyen arbitraje, conciliación, mediación y determinación de hechos. El uso de las nuevas tecnologías en el contexto arbitral también fue tenido en cuenta en este proceso de reforma. 
Mediante estas reformas se espera que el CIADI sea por un lado un órgano con mayor legitimidad y mejor imagen, y por otro lado, que sea más ágil y transparente en sus decisiones. No debe dejarse de lado que el instrumento constitutivo del Centro surge luego de que distintos Ejecutivos del Banco Mundial sugieren la existencia de un órgano que ofrezca cierta seguridad jurídica a los inversores. De esta manera se permitiría mantener en funciones a una institución que garantice el derecho de los inversores por un lado, facilitando las inversiones internacionales y el desarrollo, sin menoscabar la soberanía de los Estados miembros.      